# NEWS RAP JAPAN
NEWS RAP JAPAN（ニュース・ラップ・ジャパン）は、AbemaTVのAbemaSPECIALチャンネルで2017年2月5日から2019年3月28日まで毎週配信されていたニュース番組。

## 概要
ラッパー達がラポーター（Rap-orter）となりニュースをラップで伝えるという番組。
2016年12月25日の10時-12時に特別番組として配信され、翌年の2017年2月5日よりレギュラー化された。毎週日曜日の10時-12時の配信であったが、その後土曜日の20時-21時と配信時間が1時間に短縮され、配信日も移動した。同年7月からは月曜0時-1時（日曜深夜）に配信されている。
2018年4月より30分前倒し、日曜23時30分から翌月曜0時30分までの配信となる。
第79回となる10月11日配信分より木曜（水曜深夜）0時00分 - 1時00分に枠移動ともにリニューアル。煉瓦基調だったセットが左半分が水色、右半分がピンクというポップなものとなり新コーナーもスタート。番組表では「NRJ」の略称が使用される。
2019年3月28日配信分、第98回をもって最終回。ラストは天明麻衣子を含む全員リレーでラップを紡いだ。

## 出演者

### 2016年12月25日配信分
- メインキャスター：DARTHREIDER
- ラポーター：ACE、呂布カルマ、COMA-CHI、MCサーモン（久保田和靖（とろサーモン））
- コメンテーター：宮台真司、プチ鹿島
- アナウンサー：天明麻衣子
- DJ：DJ KOPERO

### レギュラー配信
- メインキャスター：DARTHREIDER
- ラポーター（レギュラー）：呂布カルマ、MCサーモン（久保田和靖）
- ラポーター（ゲスト）：ACE、Amateras、COMA-CHI、ERONE、Tk da 黒ぶち、MC KJ、NAIKA MC、peko、サイプレス上野、崇勲、焚巻 他
- コメンテーター（レギュラー）：プチ鹿島
- コメンテーター（ゲスト）：荻上チキ、猪瀬直樹、木村草太、神保哲生、田原総一朗、津田大介、原田曜平、古市憲寿、堀口ミイナ、舛添要一、宮台真司、山口真由、Kダブシャイン
- アナウンサー：天明麻衣子
- 中継ラポーター：NONKEY
- DJ：DJ KOPERO

## コーナー

### 言わせろピックアップNEWS
各ラポーターが気になる話題のニュースをラップするコーナー

### NEWS RAP BATTLE
1つのテーマに賛成派、反対派に別れラップバトルをするコーナー

### 多事騒論
1つのテーマに対して体験談などのラップを披露するコーナー

### NEWS RAP REPORT
中継ラポーターNONKEYが、巷を騒がす話題の場所に登場し、ラップまたは川柳を行うコーナー

### What'sUP NEWS!
木曜移動後にスタート。ラポーターそれぞれがピックアップしたニュースをマイクリレーするコーナー

### NEWS RAP ANTHEM
木曜移動後にスタート。これまで取り上げたニュースの後を追う。

## スタッフ
- 制作協力：ブルースモービル[6]
- 制作著作：AbemaProduction、AbemaTV